# آندره فیلیپس
آندره فیلیپس (انگلیسی: Andre Phillips؛ زادهٔ ۵ سپتامبر ۱۹۵۹) دونده اهل ایالات متحده آمریکا بود.
وی در مسابقات کشوری و بین‌المللی در مجموع برندهٔ ۳ مدال طلا شده‌است.